# Hasandur, Tirthahalli
Hasandur là một làng thuộc tehsil Tirthahalli, huyện Shimoga, bang Karnataka, Ấn Độ.